# Horsley (Northumberland)
Pour les articles homonymes, voir Horsley.
Horsley est une paroisse civile et un village du Northumberland, en Angleterre.